# الريشات الأربع
الريشات الأربع (بالإنجليزية: The Four Feathers) هي رواية مغامرة بقلم الكاتب البريطاني ألفرد مايسون نشرت عام 1902 واقتبست في عدد من الأفلام. وقد نشرت أول مرة في مجلة كورنهيل. تدور أحداث الرواية في زمن الثورة المهدية، حيث يقرر جندي شاب ترك الجيش فيجلب العار لنفسه، ويصفه أصدقاؤه بالجبن ويعطونه أربع ريشات بيضاء كرمز للجبن. ويقرر التكفير عن نفسه بإظهار شجاعته وإنقاذ أصدقائه.